# Jírnovsk
Jírnovsk - Жирновск (rus) és una ciutat de l'óblast de Volgograd, a Rússia. Es troba a la vora del Medveditsa, a 254 km al nord de Volgograd.

## Història
Fins al 1954 Jírnovsk era un poble, anomenat Jírnoie. Rebé l'estatus de possiólok (poble) el 1954 i el de ciutat el 1958.